# Memtest86
Memtest86 і Memtest86+ — програми для перевірки ОЗП на комп'ютерах архітектури x86 та x86-64.
Вони перевіряють, чи RAM буде приймати і правильно зберігати довільні зразки даних, що немає жодних помилок, при яких різні біти пам'яті взаємодіють між собою, і те, що не існує жодних конфліктів між адресами пам'яті.